# Aliou Cissé
Aliou Cissé (* 24. März 1976 in Ziguinchor) ist ein ehemaliger senegalesischer Fußballspieler. Der defensive Mittelfeldspieler spielte für Vereine in Frankreich und England. Er ist seit März 2015 Trainer der senegalesischen Nationalmannschaft und gewann mit der Mannschaft den Afrika-Cup 2022.

## Spielerkarriere

### Verein
Cissés Profikarriere begann beim OSC Lille in der Ligue 1. Dort stand er von 1994 bis 1997 unter Vertrag. Danach folgte sein Wechsel zu CS Sedan. Von 1998 bis 2001 spielte er bei Paris Saint-Germain. Im Anschluss daran war er für ein Jahr beim HSC Montpellier aktiv. 2002 schloss er sich dem Aufsteiger in die Premier League Birmingham City an. Zwischen 2004 und 2006 lief er für den FC Portsmouth auf. Von 2006 bis 2008 spielte er wieder bei CS Sedan. Seine letzte Profi-Station bis 2009 war Olympique Nîmes.

### Nationalmannschaft
Cissé nahm mit der senegalesischen Fußballnationalmannschaft 2002 und 2004 zweimal am Afrika-Cup teil. Bestes Ergebnis war der Einzug ins Finale 2002, in dem man Kamerun mit 2:3 im Elfmeterschießen unterlag. Bei der Weltmeisterschaft 2002 in Japan und Südkorea absolvierte er ein Spiel als Mannschaftskapitän und kam in fünf Partien zum Einsatz. Senegal scheiterte erst im Viertelfinale in der Verlängerung an der Türkei und erreichte damit als erstes afrikanisches Team seit Kamerun 1990 die Runde der letzten acht bei einer WM. Cissé kam zwischen 1999 und 2005 auf 33 Länderspiele.

## Trainerkarriere

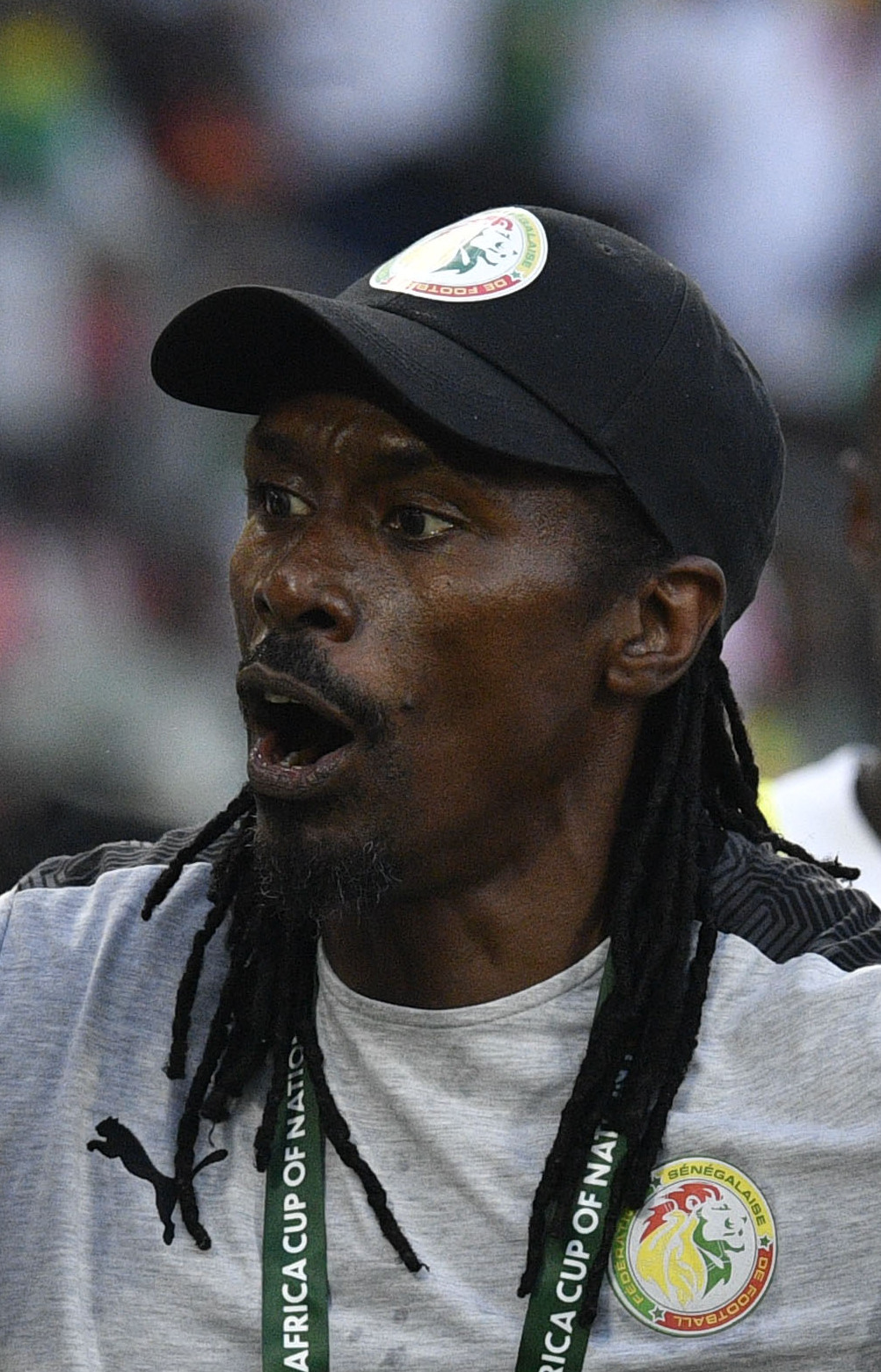
Aliou Cissé im 2024

Cissé war vom Februar bis April 2012 Interimstrainer der senegalesischen Nationalmannschaft. Anschließend war er für 22 Spiele Co-Trainer unter Alain Giresse und für 5 Spiele Co-Trainer unter Joseph Koto. Im März 2015 wurde er wieder zum Nationaltrainer Senegals bestellt. Unter seiner Führung gelang dem Senegal die Qualifikation für die Fußball-Weltmeisterschaften 2018 und 2022 und damit die zweite und dritte WM-Teilnahme seines Landes nach der Premiere im Jahr 2002. Bei der WM in Russland 2018 scheiterte Senegal nur knapp am Einzug ins Achtelfinale. Im Februar 2022 gelang ihm mit dem Sieg im Afrika-Cup 2022 der bislang größte Erfolg in seiner Laufbahn. Es war der erste Sieg für sein Land bei diesem Turnier.

## Erfolge

### Als Spieler
Verein
- Vizemeister mit Paris Saint-Germain in der Ligue 1: Saison 1999/2000.[2]

Nationalmannschaft
- Teilnahme an einer WM 2002 (5 Einsätze)
- Einzug ins Finale des Afrika-Cups 2002 (5 Einsätze)

### Als Trainer
- Qualifikation für die Fußball-Weltmeisterschaft 2018 und 2022
- Einzug ins Finale beim Afrika-Cup 2019
- Afrika-Cup-Sieger 2022